# Инелей
Инелей — река в России, протекает в Республике Мордовия. Устье реки находится в 42 км по левому берегу реки Нуя. Длина реки составляет 21 км, площадь водосборного бассейна 69,7 км².
Исток реки в Ромодановском районе на холмах Приволжской возвышенности к востоку от села Курмачкасы. Верхнее течение находится в Ромодановском районе, среднее — в Чамзинском районе, нижнее — в Атяшевском районе, причём некоторое время река образует границу Чамзинского и Атяшевского районов. Генеральное направление течения — восток. На реке стоит посёлок Красный Посёлок (Чамзинский район) и несколько небольших деревень. Впадает в Ную у села Челпаново.

## Данные водного реестра
По данным государственного водного реестра России относится к Верхневолжскому бассейновому округу, водохозяйственный участок реки — Алатырь от истока и до устья, речной подбассейн реки — Сура. Речной бассейн реки — (Верхняя) Волга до Куйбышевского водохранилища (без бассейна Оки).
Код объекта в государственном водном реестре — 08010500212110000038697.